# Audience Network
Audience Network était une chaîne de télévision américaine spécialisée faisant partie du service de base aux abonnés du service de télévision par satellite DirecTV, sans coupures ni pauses publicitaires.

## Histoire
La chaîne a été lancée le 25 novembre 1999 au canal 103 sous le nom de Freeview en présentant des boucles de concerts et autres événements. Elle a été déplacée au canal 124 quelques années plus tard avant d'atterrir au canal 101 en 2005, devenant The 101 Network. Depuis ce temps, la programmation de la chaîne inclut des productions originales. La chaîne a changé pour son nom actuel le 1er juin 2011.
Le 8 janvier 2020, AT&T annonce la fermeture de la chaîne pour le printemps, laissant trois séries originales renouvelées sans diffuseur. Le 22 mai 2020, la chaîne cesse ses activités et diffuse des autopromotions pour le service HBO Max.

## Séries originales
- Passions (2007–2008) (de NBC)
- Friday Night Lights (2008–2011) (en avant-première de NBC)
- Damages (2011–2012) (de FX)
- Rogue (2013–2017)
- Full Circle (2013–2016)
- Kingdom (2014–2017)[3]
- Toi, moi et elle (You Me Her) (saisons 1 à 4, 2016–2019)
- Ice (en) (2016–2018)[4]
- Mr. Mercedes (2017–2019)[5]
- Hit the Road (en)[6] (comédie, 2017)[7]
- Loudermilk (comédie, saisons 1 et 2, 2017–2018)[8]
- Condor[9] (drame basé sur Les Trois Jours du Condor, saison 1, 2018)[10]

## Importations et diffusion alternative
- Wonderland (2000 sur ABC, 2009 sur DirecTV)
- The Nine : 52 heures en enfer (The Nine) (2006 sur ABC, 2009 sur DirecTV)
- Trailer Park Boys (série canadienne, 2009 sur DirecTV)
- Underbelly (série australienne, 2010 sur DirecTV)
- No Heroics (série britannique, 2010 sur DirecTV)
- How Not to Live Your Life (série britannique, 2010 sur DirecTV)
- Mutual Friends (en) (série britannique, 2010 sur DirecTV)
- Call Me Fitz (série canadienne, 2011 sur DirecTV)
- Rake (série australienne, 2011 sur DirecTV)
- Less Than Kind (série canadienne, 2011 sur DirecTV)
- The Shadow Line (série britannique, 2012 sur DirecTV)